# Alvesta SK
Alvesta SK, Alvesta Skridskoklubb, är en ishockeyklubb från Alvesta i Småland. Föreningen bildades 1942 och har idag hockeyskola, ett flertal ungdomslag, J18- och J20-lag samt ett representationslag i  Hockeytvåan. Man spelade i Hockeyettan senast säsongerna 2023/2024 och 2024/2025 och innan dess 1999/2000 och 2000/2001. Före seriereformen 1975/1976 spelade Alvesta SK många säsonger i Division II, som då var den svenska andraligan. J20-laget spelar säsongen 2018/2019 i J20 Division 1 C.
Ett tidigare damhockeylag tog SM-brons 1989 och SM-silver de följande två åren i final mot Nacka HK. 2018 ligger Alvesta fortfarande på tionde plats i damhockeyns medaljliga.